# Calibrachoa calycina
Calibrachoa calycina là loài thực vật có hoa trong họ Cà. Loài này được (Sendtn.) Wijsman mô tả khoa học đầu tiên năm 1990.